# Q10 Tankbuster
Q10 Tankbuster is een computerspel dat werd uitgegeven door Zeppelin Games. Het spel werd uitgebracht in 1992 voor de platform Commodore 64. Het spel werd ontwikkeld door David Sowerby, ontworpen door Neil Hislop en de muziek is van de hand van Andrew Rodger. Het spel is Engelstalig en singleplayer. Het spel is van het type horizontaal scrollende Shoot 'em up.